# Безье (футбольный клуб)
«Безье́» — ныне не существующий французский футбольный клуб из одноимённого города. Клуб был основан в 1911 году, домашние матчи проводил на арене «Стад де Сауклье», вмещающей 12 000 зрителей. В сезоне 1957/58, «Безье» единственный раз в своей истории играл в Лиге 1, высшем французском дивизионе, но занял лишь последнее, 18-е место. Футбольная команда «Безье» была расформирована из-за финансовых проблем в 1990 году. Спортивный клуб «Безье» более знаменит своей регбийной командой, являющийся 11-кратным чемпионом Франции и существующей поныне.
В 2007 году в результате объединения трёх городских команд был создан новый футбольный клуб «Безье». В сезоне 2018/19 играл в Лиге 2.